# Genevieve Behrend
Genevieve Behrend (Parigi, 1881 – 1960) è stata una scrittrice ed esponente del New Thought francese.
È nota anche per essere stata l'unica persona ad aver ricevuto personalmente l'insegnamento di Thomas Troward.
Mentre Troward andava elaborando l'insieme di concetti della sua "scienza mentale" egli decise di trasmettere le sue idee a un'unica discepola, la quale avrebbe potuto raccoglierne l'eredità e condividere tali insegnamenti con il mondo. Dopo aver terminato i suoi studi con Troward la Behrend si trasferì a New York City, dove iniziò a predicare e dove mandò avanti una scuola, "The School of Builders", fino al 1925. Si recò quindi a Los Angeles, dove fondò una nuova scuola prima di iniziare a girare le principali città nordamericane, tenendo apprezzate conferenze per i successivi 35 anni. Durante questo periodo milioni di persone ascoltano i suoi discorsi, sia dal vivo che attraverso la radio, e decine di migliaia di persone in tutto il mondo di lingua inglese studiano le sue idee attraverso le sue opere.
Il primo libro pubblicato dalla Behrend, Il potere invisibile della visualizzazione, nel quale insegna varie tecniche, come la visualizzazione creativa, volte a cambiare la vita per il meglio, è anche quello che ha avuto il più grande e duraturo successo ed è oggi considerato un classico del New Thought.